# Regiunea Maritime, Togo
Regiunea Maritime este una dintre cele 5 unități administrativ-teritoriale de gradul I ale Togo. Cuprinde un număr de 6 prefecturi:
- Golfe
- Lacs
- Lomé
- Vo
- Yoto
- Zio